# 그레고리 폴 마틴

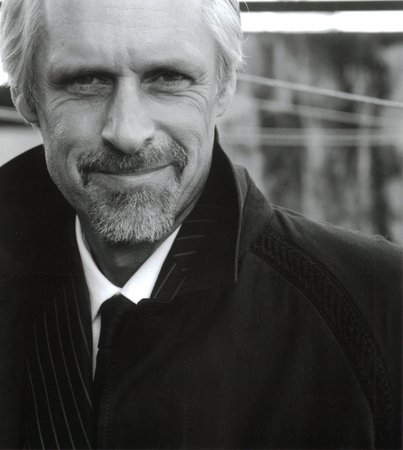

그레고리 폴 마틴(Gregory Paul Martin, 1957년 1월 21일 ~ )은 영국의 연극 배우, 영화배우, 텔레비전 배우, 점성가이다.
미국에서 태어났다.

## 영화
- 에이블 데인저 (2008년)
- 구름 속의 산책 (1995년)
- 투명 인간의 사랑 (1992년)